# Gare de Birine
La gare de Birine est une gare ferroviaire algérienne située sur le territoire de la commune de Birine, dans la wilaya de Djelfa.

## Situation ferroviaire
Établie à une altitude de 744 m, la gare est située au point kilométrique (PK) 162 de la ligne de Tissemsilt à M'Sila, où elle est précédée de la gare de Boughezoul et suivie de celle de Bouti Sayah.
| \| Birine Hassi · Fedoul Sidi · Ladjel Djelfa \| Localisation de la gare de Birine dans la wilaya de Djelfa. |
| Birine Hassi · Fedoul Sidi · Ladjel Djelfa                                                                   |

## Histoire
La gare est mise en service le 26 décembre 2022 lors de l'inauguration de la ligne de Tissemsilt à M'Sila.

## Service des voyageurs

### Desserte
La gare de Birine est desservie par les trains régionaux de la liaison Bordj Bou Arreridj - Tissemsilt,.